# Adoxomyia lugubris
Adoxomyia lugubris är en tvåvingeart som beskrevs av Pleske 1925. Adoxomyia lugubris ingår i släktet Adoxomyia och familjen vapenflugor. Inga underarter finns listade i Catalogue of Life.